# Negrenii de Sus
Negrenii de Sus – wieś w Rumunii, w okręgu Teleorman, w gminie Tătărăștii de Jos. W 2011 roku liczyła 335 mieszkańców.